# Seznam osebnosti iz Občine Mežica
Seznam osebnosti iz Občine Mežica vsebuje osebnosti, ki so se tu rodile, delovale ali umrle.
Občina Mežica ima 6 naselij: Breg, Mežica, Onkraj Meže, Plat, Podkraj pri Mežici, Lom.

## Kultura in umetnost

### Slikarstvo in kiparstvo
- Gustav Gnamuš (1941 Mežica - ), akademski slikar, likovni pedagog
- Boni Čeh (1945 Jesenice - ), slikar
- Lojze Logar (1944 Mežica - 2014 Izola), slikar, grafik
- Štefan Marflak (1952 Črna na Koroškem - ), akademski slikar
- Ivan Sojč (1879 Ljubnica – 1951 Maribor), kipar
- Stojan Batič (1925 Trbovlje – 2015 Ljubljana), kipar; spomenik rudarju na osrednjem trgu v Mežici

### Glasba
- Luka Kramolc (1892 Šentanel nad Prevaljami - 1974, Ljubljana), glasbeni pedagog, zborovodja, publicist, urednik
- Irena Grafenauer (1957 Ljubljana - ), mednarodno priznana flavtistka
- Maks Strmčnik (1948 Črna na Koroškem - ), organist, skladatelj, glasbeni pedagog, čembalist, univerzitetni profesor, častni občan

### Književnost
- Marijan Mauko (1935 Zagreb - 2013 Mežica),	pesnik, literarni urednik, ljubiteljski zgodovinar, rudar
- Herman Vogel (1941 Lom nad Mežico - 1989 Maribor), literarni kritik, pesnik, slavist, urednik
- Vinko Ošlak (1947 Slovenj Gradec - ), filozof, predavatelj, esejist, knjižni urednik, kulturni organizator, lektor, pisatelj, prevajalec
- Jože Vačun (1913 ? - 2005 Mežica), pisatelj, pesnik
- Irena Žerjal (1940 Ricmanje – 2018 ?), pesnica, učiteljica

### Znanost in humanistika
- Franc Gornik (1924 Mežica -  2011 Ravne na Koroškem), ljubiteljski zgodovinar, kulturni delavec
- Nina Petek (1986 Slovenj Gradec - ), filozofinja, profesorica
- Ožbe Lodrant (1899 Mežica - 1982 Prevalje), knjižničar, kulturnoprosvetni delavec, šolski nadzornik, učitelj
- Boris Berce (1925 Ljubljana – 1997 Ljubljana), ekonomski geolog
- Stanko Grafenauer (1922 ? - 2010 Ljubljana), geolog
- Ivan Štrucl (?), geolog
- Alojz Zorc (1912 Dobrova - 1963 Tunizija), geolog, rudarski strokovnjak
- Božena Čretnik (1932 Slovenj Gradec - 2000 Prevalje), zdravnica splošne medicine, pediatrinja, družbeni aktivist
- Uroš Bajželj (1931 Ljubljana – 2020 Ljubljana), montanist, visokošolski učitelj
- Franc Gregorač, (?) geolog, pisatelj
- Giovanni Antonio Scopoli (1723 Cavalese, Val di Fiemme - 1788 Pavia (danes Italija), zdravnik, naravoslovec
- Rudolf Galob (1900 Brnca/Fuernitz na današnjem avstrijskem Koroškem - 1986 Mežica), učitelj in šolski upravitelj, sadjar, čebelar

## Religija
- Anton Boštele (1901 Sv. Miklavž nad Laškim -  1959 Mežica), katoliški duhovnik, župnik, pesnik
- Maksimilijan Matjaž (1963 Črna na Koroškem - ), biblicist, škof

## Politika
- Vinko Möderndorfer (1894 Dole – 1958 Celje), politik, učitelj, zbiralec etnološkega gradiva
- Tone Kajzer (1966 Slovenj Gradec - ), politik, diplomat
- Miro Petek (1959 Črna na Koroškem - ), politik, novinar
- Herman Rigelnik (1942 Mežica - ), politik, ekonomist
- Janez Praper (1949 ? - ), politik, častni občan
- Franc Rozman (1912 Spodnje Pirniče – 1944 Črnomelj), vojaški poveljnik, generallajtnant/generalporočnik
- Alojzija Štebi (1883 Ljubljana – 1956 Ljubljana), političarka, časnikarka, urednica
- Franc Pasterk (1912 Železna Kapla - 1943 Podkraj pri Mežici), slovenski častnik, narodni heroj

## Arhitektura in oblikovanje
- Borut Bončina (1961 Slovenj Gradec - ), arhitekt, oblikovalec, urbanist
- Anton Bitenc (1920 Šentivd – 1977 Ljubljana), arhitekt, spomenik NOB pred Narodnim domom v Mežici
- Mirko Lipužič (1912 Mežica - 1993 Portorož), arhitekt, scenograf umetniških filmov

## Šport
- Branko Diehl (1905 Celje - 1948 Ljubljana), kemik, alpinist, vojni interniranec
- Franc Oderlap (1958 ? - 2009 Katmandu, pokopan v Mežici), alpinist, gorski reševalec
- Oto Pustoslemšek (1943 Mežica - ), alpski smučar, častni občan

## Razno
- Maks Kunc (1930 Mežica - 1996 Mežica), ljubiteljski fotograf, naravoslovec
- Majda Vrhovnik (1922 Ljubljana – 1945 Celovec), narodni heroj
- Ciril Vončina (1897 Idrija - 1954 Maribor), družbenopolitični delavec, pisarniški uradnik, planinec, računovodja, tajnik
- Martin Vrčkovnik (?), kovač, rudar, kurir